# Notharchus
Notharchus is een geslacht van vogels uit de familie baardkoekoeken (Bucconidae).

## Soorten
Het geslacht kent de volgende soorten:
- Notharchus hyperrhynchus – Witnekbaardkoekoek
- Notharchus macrorhynchos  – Guyanabaardkoekoek
- Notharchus ordii – Bruinbandbaardkoekoek
- Notharchus pectoralis – Zwartborstbaardkoekoek
- Notharchus swainsoni – Swainsons baardkoekoek
- Notharchus tectus – Bonte baardkoekoek